# サイシャット族

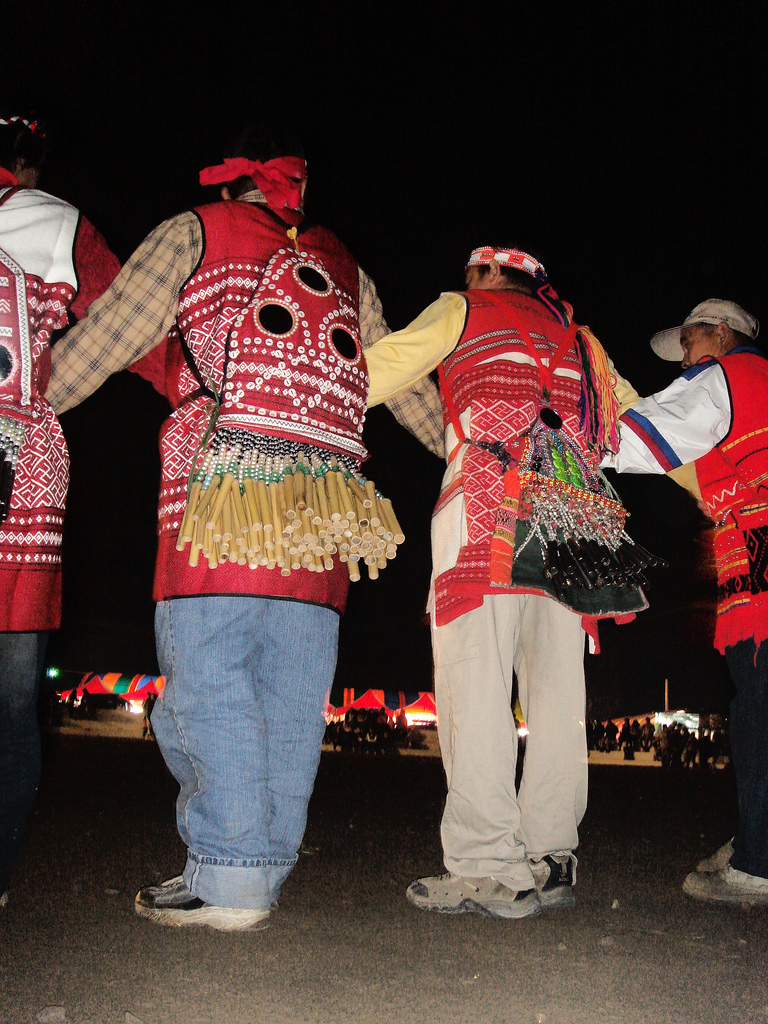
2006年の南庄、向天湖の矮霊祭

サイシャット族（サイシャットぞく、サイシャット語:SaySiyat／台湾華語:賽夏族）は、台湾先住民の一つ。古い文献では「サイセット」とも書かれた。
2020年8月の時点で、サイシャット族の人口は6,769を数える。彼らは台湾で小さな原住民のグループの1つである。台湾の西部、新竹県と苗栗県の境界にまたがって居住している。彼らは、各々の方言と地域によって、北と（山岳地帯の新竹県の五峰郷、サイシャット語: Say kilapa:）と南（苗栗県の高地の南庄郷と獅潭郷、サイシャット語: Say walo'）に、二つ支系が分けられる。彼らの言語は、サイシャット語としても知られる。
✽ サイシャット語をラテン文字で表記するにあたり、大文字Sと小文字sは、異なる発音を表音するものである。英語の表記と異なり、語頭の文字や固有名詞の語頭も小文字で表記する。

## 神話と祭礼

### サイシャット族の祖先
太古、大洪水によって人類の大半が死に絶えた折、兄妹が手織り機の胴に乗って漂流し、'oepeh na bo:ong（山の名前または神様、現在の大霸尖山）という山の山頂に漂着した。だが、妹は間もなく死に、兄は嘆きながら妹の遺体を幾重にも切り分けた。そして木の葉で肉片を丁寧に包み、次々と水中に投じた。すると、肉の塊はそれぞれ一人の人間に姿を変えた。彼らは豆（tawtawazay、意味：落花生）や日（tanohila:、意味：太陽）や風（ba:ba:i'、意味：風）など、サイシャット族のそれぞれの苗字の先祖である。だが、最後に生まれた人間は、苗字が無い。この者はタイヤル族（Saypapa:aS）の先祖という。

### パスタアイ祭り
サイシャット族は、パスタアイ（paSta’ay）という独自の祭礼を伝承していることで有名である漢語では「矮霊祭。」と呼ばれる。
この祭りの由来については、記録によって多少の差異があるものの、以下のような話が伝承されている。
昔、タアイ (ta'ay) という背の低い精霊族がいた。タアイは川の向こうにある山上の洞窟の中に住み、サイシャット族に農耕や祭礼の歌や踊りなど様々な文化を伝授してくれる存在だった。そこでサイシャット族らは秋の収穫後に感謝の気持ちを込め、タアイの洞窟に一本の矢を放つことで招待状を送り、タアイを村に招いて宴会を開く。しかし、タアイの男性は荒淫であり、サイシャット族の女性にちょっかいを出し、挙句は性的暴行に及ぶのだった。だがタアイは魔法や呪術を操るため、サイシャット族らは仕返しを恐れて泣き寝入りの状態だった。
ついに耐えかねたサイシャット族たちは、復讐のため計略をめぐらせる。タアイはいつも宴会がお開きになった後、谷の側にある枇杷の大木に登って休憩する。そこで、村の青年たちはこっそり樹幹の下半を切り、泥で木の傷を隠した。何も知らないタアイはいつものように木に登ったところ、重みで幹が折れ、樹上のタアイらは谷底に墜落し、全滅してしまった。木に登らなかったため難を逃れた2人のタアイの老人は自らの一族の迷惑行為による結果だとして、サイシャット族らに死んだタアイを祀る「パスタアイ祭り」の式次第と聖歌を伝え、東方へ離れていった。あるいは、2人の老タアイはサイシャット族の仕打ちを怒り、去りながら呪いの言葉を残し、一つ呪いをかけるたびに、クロツグの葉を裂いた。一回、もう一回と裂いていくうちに、クロツグは現在のような幾重にも裂けた羽のような姿になったという。
仮に祭りを行わなかければ、農作物の不作、不幸、挙句は滅亡の危機に晒されるという。それで、タアイの霊を慰めるため3日間で徹夜の祭礼を行う。最初にタアイ老人から聖歌を伝授されたのは、朱（titiyon、意味：数珠玉）という苗字の家族だった。そこで、パスタアイは主に朱氏の一族によって導かれる。平日に聖歌を無断に唄うのは、禁止される。
北サイシャット（新竹県五峰郷）と南サイシャット（苗栗県南庄郷）でそれぞれ2年に１回祭礼が行われる。また、10年に１回大祭が行われる。祭日は主に旧暦10月15日の前後行われるが、祭りの準備をすることや、前祭り（タアイの魂を招き）や後祭り（タアイの魂を見送り）や終了を祝う宴、そして、北サイシャットだけがある川辺でタアイの魂を再び見送りなど、数日間にまたがって挙行される。
この祭りは、2013年に「重要民俗文化財」に指定された。
’ineseng：魔除けのススキ。ススキは祭場で最も重要な御守りである、祭りの期間、どこでも見える。特に、タアイの霊（koko ta'ay）は悪意があり、悪戯をするので、参加者は誰でもススキを結び、腕などに付けるだけでなく、カメラやスマートホンなどの撮影機材までにも取り付ける。
lohong ki 'aSo':臼と杵は神聖な祭器である。タアイに捧げる餅を搗く臼と杵は、勝手に触れてはいけない。特に妊娠中の女性、妻が妊娠中の男性が触れるのは厳禁である。パスタアイの2日目に、タアイの魂を娯楽させ、午前0時に、悲しげな聖歌、雷女の歌（wawa:on）が歌われる寸前に、聖歌や踊りが暫く中止され、皆は東方に向き、朱家のリーダーは臼の上に登り立ち、音頭をとって、皆を率い、「雷女の歌」の第一章を歌って、厳かに訓辞を述べる。教示が終わってから、また「雷女の歌」第二章を唄い始め、祭りが再開される。
babte:蛇の鞭。木の皮で制作され、柄の形が、台湾原住民が神聖視する毒蛇・百歩蛇の頭のような鞭である。南サイシャットに使われ、北サイシャットには無い。パスタアイの時、鞭を振り、雷雲が去って、雨が降らないように、または疫病退散を願う。
kominSibok：ハシバミ（榛）の棒を飛び越える。3日目に、タアイの魂を見送り、別れる時、男性陣はハシバミの3本を祠の前に立てて、長い横棒で数個ススキを結んでから、青年たちは競って飛び上がり、ススキの結び目を奪う。青年が飛び上がり、腕を上げてススキの結び目を奪うにつれ、横棒を低く引っ張り、最後の一人の青年は一気に横棒を掴んで、ハシバミの横棒を落とすや、皆が一緒に折り壊し、持ち走り、タアイの帰り道、東方に捨てる。これは男性陣青年の闘志を表し、タアイを全員追い払うということである。
kilakil：肩で担う華やかな旗。各苗字の家族それぞれに苗旗を作る。または、違う家族が共同に一本の旗を作る場合もある。昔は帽子として頭で被って上げる旗だった。今は肩で担える旗だったが、次第に高くて大きくなり、両手で持ち差し上げられる形もある。聖歌を唄い、踊っている時、家族の若い男性は祭場で持ちながら歩いて、旗の面に家族の苗字が書かれ、家族の精神を表す。
katapa:ngasan：尻の鈴。リュックのように背負い、体を前後に振れば、チャラチャラと音がする。平日使うのは禁止。
sinaton：10年大祭の旗。10年ごとに差し上げる、とても高い旗である。北サイシャットは主に夏家（hayawan、意味：夜）に製作の任務を頼み、南サイシャットは順番交代である。タアイは旗に登り、上で祭りを観覧するという。そこで、サイシャット族は相当的にsinatonを重視する。勝手に触るのは憚られる。祭りを行っている時、担当の家族の人たちは一緒にsinatonを持ち、祭場を何回も回して巡行する。この折に旗をうっかり倒せば、担当者はじきに横死し、一族全員も不幸になる。そこで毎回sinatonが巡行している時、サイシャット族は緊張し、巡行が滞りなく終了すれば、安堵したという。

### 雷女wa:on
昔々、サイシャット族とタアイがまだ一緒に暮らしているころ。雷神が人間界に下り、ta:inという青年にアワの種が詰まった瓢箪を授け、アワの栽培法を教えた。
ta:inの母はすでに亡く、父は目が不自由で、ほかにきょうだいもいない一人息子だった。サイシャット族の風習では、二つの家族が娘がいれば、お互いに娘を交換して、嫁として家に入れて結婚したという。ta:inは姉妹も無く、父は目が不自由ゆえ、嫁の来手がなかった。
ある日、夜明けからta:inが畑で働いていると、猿が現れた。猿にサツマイモを荒らされると思った彼は弓で猿を狙ったところ、急に目の前の猿が消えた。
翌日、畑でキリンを見つけた。弓でキリンを狩ろうとしたところ、キリンは一人の不思議な女に奪われた。
この女性は雷神の娘、wa:onであった。キリンは重すぎるため、とても青年ta:inが一人で背負っては運べない。wa:onが雷鳴を轟かせると、キリンと昨日の猿がta:inの実家の屋根に乗っていた。でも、ta:inはまだ獲物が足りないと考え、ヤギを狩ろうと考える。wa:onは、一発の矢で、2匹のヤギを捕ろうという。ta:inは信じなかったが、雷鳴と共に、2匹のヤギが家の屋根に乗っていた。
未婚の男女が行動を共にすれば周囲から笑われるため、2人は出会ったその夜に結婚した。家に入ったwa:onのおかげでta:inは視力を回復した。
父は嫁に食事の支度をするよう頼んだが、wa:onは「自分は釜のような鉄器に触れられない」と訴えた。そこで父が家に残って家事を担当し、若夫婦は畑仕事に行った。ta:inはwa:onの指示に従って、6歩の距離ごとに、一本の鉈や鎌を土に挿し、合計で鉈20本と鎌20本を全部挿してから、ta:inは先に家に帰った。雷鳴が轟いたので畑に戻ると、農事の作業は全て完成していた。
こうして、父と若夫婦は楽しく過ごしていた。だが、3年経ってもta:inとwa:onは子宝に恵まれなかった。父は心配しながら「妻として、一切料理ができなくてはおかしい。だから子供ができないのではないか」と嫁に説教した。wa:onはやむを得ずに、父を別室に行かせ、覗かないように約束させた上で自分一人で調理し始めたが、急に台所から雷鳴が轟いた。父子が慌てて台所に駆けつけると、wa:onの姿はなく、ただ一本の巨大なバナナの木が竈の側にあった。父子は嫁に感謝のそぶりも見せないため、wa:onは落胆して、振り向きもせず天上に帰ってしまった。
サイシャット族の伝統的な衣装には、卍の模様が織られている。これは雷女を記念するため、稲妻を図案化したものである。

### 龍神baki' Soro:
漢字表記では「龍神」だが、サイシャット族の伝説によると、Soro:は蛇とされる。baki'はサイシャット語で年配の男性に対する、尊敬語ということである。
Soro:の外見は普通のヘビと異なり、犬のように4本の足があり、歩くことができる。体に毒気を持ち、Soro:を見た者はほどなく昏倒し、不慮の死を遂げるそうである。洞窟に宿っているとされ、怖さのあまり誰も近づけない。

#### 例話1
日本統治時代、台湾総督府臨時旧慣調査会で、日本人の学者・小島由道が取材した。
夏（hayawan）という苗字の老婆が、洞窟を探った際にSoro:を発見した。それはシーシーと鳴いていた。老婆はSoro:を籠に入れ、ペットとして家に連れて帰った。
老婆はいつもSoro:を連れ、畑仕事に行った。ある日、畑仕事の帰りに川を渡っている最中、Soro:は川に落ち、溺れて死んでしまった。老婆は家に帰った後でSoro:が籠にいないことに気が付いたが、すでに遅かった。
Soro:の死体は川を流れ下り、下流にある客家の、月眉庄という村まで流れてた。ちょうど川で蟹を捕っていた客家人は、Soro:の死体を見て急死してしまった。他の人々も中毒して次々と斃れ、困りはてた客家の村民は元の飼い主だったサイシャット族の老婆を探し出した。老婆は現場で自分が飼っていたSoro:だったと悟ってSoro:の死体を持ち帰り、家で祀った。雨の日が続いたら、Soro:に願えばほどなく天候が回復するという。
そんな折、火事に見舞われた。Soro:の死体は焼かれて骨だけになった。夏家の人はお骨を拾い、丁寧に布で包み、籠に納めて改めて祀っている。後、苗字が解（karkarang、カニという意味）の家族もお骨の一部を分けて贈ってもらったので、晴れを願う祭りの祭司は、夏家と解家の方が担当している。

#### 例話2
サイシャット族の狩人のチームは山奥に出発に行った。Soro:は潘（Sa:wan、意味不明）という苗字の青年の後につき従い、帰った。潘家の主人はSoro:を織物の道具の中に住ませ、囲炉裏の中にある炭が燃えた後の灰を餌として、Soro:に食べさせている。Soro:は体のサイズを自在に変えることができる。そこで、成長してもまだ織物の道具の中に住める。
だが、一家の主のみがSoro:を見ることが可能である。長男の嫁は結婚で家に入ってから、舅からしきたりを伝授される。外出先から帰宅して門から入る前、薪を地上に投げだして大きな音をさせると、Soro:は誰が家に入るかが分かる。これで人間とSoro:は合図をする。
だが長男の嫁は好奇心からこっそり様子を伺った。すると、嫁もSoro:も倒れて意識不明になった。父は怒り、木の枝でSoro:を起こし、Soro:が落ちる地、Soro:も嫁も回復した。次男の嫁も二の舞を演じたということである。
ある日、父は結婚式の宴会に呼ばれた。Soro:は主人に内緒で尾行していった。だが橋を渡っている時にうっかり川に落ち、Soro:は溺れて死んだ。死体は下流に流れ、客家人が川の中で仕掛た魚籠の中に流れ込んだ。何も知らずに魚籠をのぞき込んだ客家はSoro:を見て急死してしまった。川の側で斃れ死ぬ者は増える一方だった。
サイシャット族は早速に現場を調べた。潘家の主人が魚籠を揚げようとしたが、川から引き上げられなかった。だが夏家の方は、軽々と魚籠を川から引き上げた。潘家の主人は布でSoro:の死体を丁寧に包み、篭に納め家の梁に吊って祀っている。
しかし、火事が起き、その上に急に川が増水して渡れず、潘家の者は消火ができなかった。夏家の兄弟二人は、綱を握りながら、川を渡っていった。兄は一歩先に現場に到着し、Soro:のお骨を拾う寸前、弟も到着した。Soro:のお骨を保持していれば幸運に恵まれるとされるため、兄弟の間で取り合いの喧嘩が始まった。結局、兄は頭のお骨をもらい、弟は尻尾のお骨をもらった。でも、弟が分けてもらったSoro:のお骨を運ぼうとしたところ、次第に重くなり始めた。重さのあまり弟は立ち歩くこともならず、カニのように、手、足、腹は地面につけて進み、這って家に帰った。兄に遅れて到着したのに尾根の所有権を主張したため、天罰を受けたわけである。
弟は蟹のように体で地をするようにして進んだから、サイシャット語でka:ang（カニ）と言われ、名付けられた。後、兄弟が分家した故、兄は元の苗字、夏を受け継ぐ一方、弟は解/蟹という苗字に変えた。
現在、サイシャット族は、苗栗県頭份市で大陸系の道教と伝統的なシャーマニズム信仰を融合させ、賽夏五福龍神宮という廟を建てた。

#### 例話3
サイシャット族とタオカス族の関係について。
Soro:の特徴は例話1、2と同じだ。しかし最初にSoro:を飼ったり、Soro:のお骨を祀ったりしたのはサイシャット族ではなく、タオカス族の兄弟二人であった。大陸系の漢民族が襲来した折、両兄弟は海岸平野にあるタオカス族の部落から、山にあるサイシャット族の部落に逃げ込み、匿ってもらった。兄弟はお骨を入れた篭を持ち、カニ造形の帽子を被っているので、サイシャット族の長老からkarkarang、蟹（解）という苗字を賜った。苗栗県に在住した後は解という漢字の苗字を使い、新竹県に引っ越した後は夏という漢字の苗字に変更し、使っている。現在、苗栗県後龍鎮にあるタオカス族の集落にまだ解という苗字の家族が分布している。
口頭伝承なので、一部氏族のルーツは平埔族のタオカス族か、まだ争議がありそうである。
清朝の統治下だった道光6年（1826年）、サイシャット族はサイシャット語の苗字の意味に基いた漢字の名字を名乗り、衣装や言語や納税など、清朝の統治のルールに従い、「南庄化番」と呼ばれた。
✽歴史文献によれば、統治外、まだ外来政権による影響を受けていない原住民族を「生蕃」。清朝の統治下にあり徭役・納税義務の負担、清朝の法律が適用され、ある程度は中華文明を受容し漢民族に近いと考えられた原住民族を「熟蕃」。中間段階にあるものを「化蕃」とする。例えば、サイシャット族、クバラン族、サオ族がそれに当たる。
日本統治時代、伊能嘉矩をはじめ、鳥居龍蔵や粟野伝之丞などの学者は、サイシャット族はタオカス族の一部または平埔族と報告した。明治44年（1911年）まで、台湾総督府蕃務本署が発表した『理蕃概要』英訳、《Report on the Control of the Aborigines of Formosa》は、初めてサイシャット族を一つの部族として認定した。
サイシャット語で、タオカス族はpanaehと呼ばれる。サイシャット族は10年ごとに、パスタアイ祭りの大祭で、大祭の旗を作り立てる。一方、タオカス族も毎年の牽田祭で、男性3名は各、旗を立て挿し布で体に縛り付けて、背負い、祭場の中で巡行する。

## サイシャット族の苗字Sinrahoe'
| 連合氏族    | 氏族苗字                        | サイシャット語の意味            |
| tawtawwazay | 豆、趙 tawtawwazay              | tawtaw落花生                    |
| tawtawwazay | 絲 tataysi'                     | SaSa'iS 糸                      |
| babai'      | 風 babai'（楓、酆、東、柏、張） | bai' 風                         |
| babai'      | 潘 Sa:wan                       | 不明                            |
| babai'      | 錢 Sa:wan                       | 不明                            |
| babai'      | 根 kaS'ames                     | hames 木の根                    |
| tanohila:   | 日 tanohila: （張）             | hahila: 太陽                    |
| kaybaybaw   | 高 kaybaybaw                    | 'ibabaw 高い                    |
| kaybaybaw   | 樟、章 minrakes                 | rakeS クスノキ                  |
| kaybaybaw   | 芎 Sayna'ase:                   | 'ase: シマサルスベリ            |
| hayawan     | 夏 hayawan                      | hae:wan 夜 haは台湾語で夏の発音 |
| hayawan     | 解 karkarang                    | ka:ang 蟹                       |
| titiyon     | 朱 titiyon                      | tibtibonジュズダマ              |
| titiyon     | 胡 botbotol                     | botol キツネ                    |
| kamlalai'   | 詹 kamlalai'                    | lala:i' セミ                    |
|             | 血karkaramo' ✽子孫がいない      | ramo' 血                        |
|             | 膜 tabtabilas ✽子孫がいない     | bilas 臓器を覆い皮              |

## 著名人
- 朱耀宗 - 元北サイシャット族の長老。
- 夏錦春 - 台湾（中華民国）行政院原住民族委員会主任秘書。
- 根誌優 - 番組の司会。
- 夏麗玲（'okay a 'ataw hayawan／舞蓋‧阿道‧嗨亞萬）-台湾原住民テレビ局サイシャット語ニュースのアナウンサー。
- 潘秋榮（yide 'ataw／伊德‧阿道） -現役苗栗県の県議員。
- 日阿拐（baSi' a bawnay tanohila:、ニックネーム：'akway 。1840~1903）-日阿拐は台湾大陸系閩南人張家の息子だったが、養子縁組で台湾原住民サイシャット族、日有來（tanohila: 'obay）を父親として、サイシャット族の家庭に入った。 明治35年（1902年）に起こった南庄事件は、日阿拐をリーダーとするサイシャット族、タイヤル族、客家人の一団が日本人を襲った事件だった。樟脳事業が国有化、専売化されるに伴い、業者は特許権を持ち、原住民が先祖伝来の山林を自由に使用できなくなる上、不正占有や環境破壊、製脳権、開墾権、など日阿拐と総督府との間で方針の行き違いが発生した。7月6日から、南獅里興社の頭目である日阿拐が現地のサイシヤット族、タイヤル族、客家人と連合して、南庄支庁を包囲して、襲った。総督府は事前に察知し、日本軍や警察を派遣、強制的に武力鎮圧をしていた。約半年続いていた連合抵抗行動は総督府に制圧され、失敗になった。当年12月17日に帰順式が行なわれている時、行動に参加したタイヤル族のリーダー、薛大老をはじめ、計39名は日本軍に殺された。日阿拐は山奥に逃げて去ったが、翌年に病死した。現在、苗栗県立南庄国民中学校校内に、1935年に建てられて、犠牲者の遺骨が改葬された「万善諸君之義塚」（お墓）があり、南庄事件ゆかりの地を史跡として登録となった。

## 関連書籍
- 胡台麗「サイシャット矮人祭歌舞祭儀の「イメージの層畳化」現象」 堀江晋訳、『台湾原住民研究』 風響社、第17号、2013年、pp. 51-99。NAID 40020112022。